# Annecy
Annecy é uma comuna (município) francesa da região Auvérnia-Ródano-Alpes situada entre os maciços de Bornes e Bauges e na margem norte do Lago de  Annecy. Annecy é a capital do  departamento francês de Alta Saboia e conta com uma população de 52.890 habitantes (2008) e uma aglomeração urbana de cerca de 133.329 habitantes.
Estabelecida às margens do Thiou, um rio efluente do Lago de Annecy que juntamente com o Vassé e o canal Saint-Dominique percorrem a cidade, Annecy é frequentemente chamada Veneza dos Alpes. Em 18 de março de 2009, Annecy foi escolhida após uma votação do comitê olímpico francês para representar a França na tentativa de sediar os Jogos Olímpicos de Inverno de 2018.

## Geografia

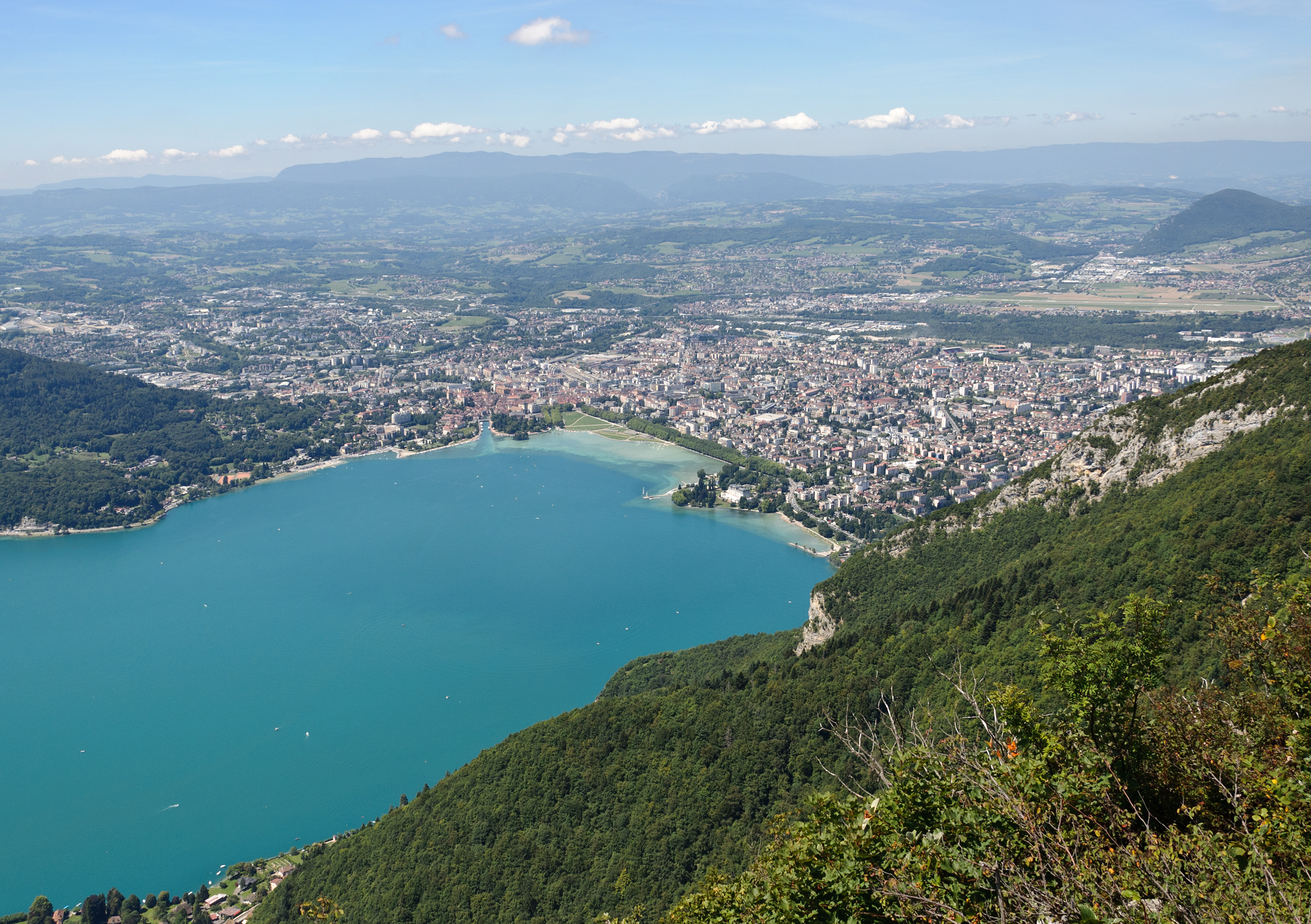
Annecy

Annecy está situada a 448 metros acima do nível do mar, na ponta norte do Lago de Annecy no norte dos Alpes franceses entre Chambéry e Genebra. Ela está situada entre os maciços de Bauges ao sul e Bornes ao leste, separados pelo lago e a colinas e planícies de Albanais e de Genevois ao oeste e norte. A cidade ocupa uma posição estratégica nas rotas entre Itália, Suíça e França.
O clima é do tipo montanhoso em função da presença do Semnoz, do konte Veyrier e também de Bauges e Bornes. Os efeitos do clima frio são atenuados pela presença do lago, mas os invernos são geralmente frios em virtude da altitude da cidade.

## História

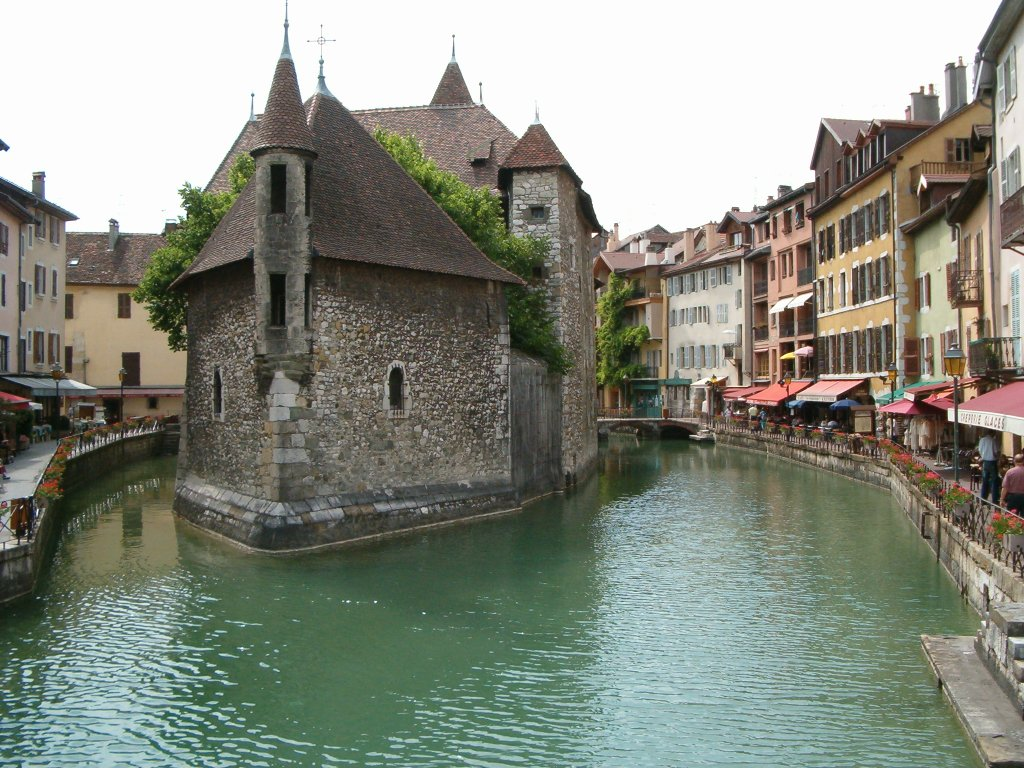
Palácio de l'Isle

Annecy possui uma história rica e mais antiga que a maioria das cidades dos Alpes franceses. Vestígios de vilas datando o período Neolítico (ou idade da pedra polida) foram encontrados próximos aos rios da região.
O primeiro povoado foi criado pelos romanos no século I a.C. e se chamava Boutae. Com a queda do Império Romano, a região se torna palco de várias invasões incluindo a dos povos germânicos, burgúndios e mais tarde dos francos, o que traz muita insegurança ao local. Os sobreviventes destas invasões se refugiaram nas colinas vizinhas, e foi somente no século XI que uma nova cidade começou a se formar nas margens do rio Thiou, próxima a uma torre de defesa e protegida por edificações que haviam sido construídas. Estas edificações se tornariam mais tarde o Castelo de Annecy.
Como Annecy está localizada entre Genebra e Chambéry, boa parte da sua história foi mais tarde fortemente influenciada por essas duas cidades, entre os séculos X e XIX. No século XII, uma casa fortificada foi construída em uma pequena ilha no meio do rio Thiou, edificação hoje conhecida como Palais de l'Ile (Palácio de l'Isle). Em constante conflito com os bispos de Genebra, o condado de Genebra  se refugiou em Annecy no fim do século XII, e a cidade se tornou a capital da região de Genebra. Em 1401, foi integrada à Casa de Saboia. Em 1444, os duques de Saboia a nomearam capital da região, cobrindo o controle de Genevois, Faucigny e Beaufortain.
A cidade tem um castelo, Castelo de Annecy,  construído entre os séculos XII e XVI e uma catedral (século XVI).
Com o avanço do Calvinismo, em 1535 tornou-se um centro para a Reforma-Católica e a sede episcopal de Genebra foi transferida para lá. Ela foi contida em 1801, mas restaurada em 1822. Este período foi marcante na história de Annecy porque várias comunidades religiosas vieram a reforçar as características religiosas da cidade, fator este que deu o apelido a cidade de "Roma da Saboia" e "Roma dos Alpes". Francisco de Sales nasceu no castelo de Sales, nas proximidades, em 1567. Ele foi o bispo de Annecy de 1602 a 1622. Seus restos mortais repousam na Igreja da Visitação, em Annecy.
Durante a Revolução Francesa, a região da Saboia foi conquistada pela França e Annecy foi anexada ao Departamento de Monte Branco, cuja capital era Chambéry.
Depois do restauração bourbónica, em 1815 a cidade retornou à Casa de Saboia. Ao ser anexada pela França em 1860, tornou-se a capital do novo Departamento da Alta Saboia.
Um novo município foi estabelecido em 1 de janeiro de 2017, após a fusão com as antigas comunas de Annecy-le-Vieux, Cran-Gevrier, Meythet, Pringy e Seynod.

## Economia
As indústrias predominantes em Annecy são os têxteis, metalurgia e alimentação.
É a cidade da primeira loja do grupo Carrefour.